# Viaducto de Segovia
El viaducto de Segovia o viaducto de la calle Bailén se encuentra en la ciudad española de Madrid. Existió uno anterior, construido en la década de 1930 para sustituir a otro de hierro erigido en 1874. El actual es fruto de numerosas restauraciones realizadas con el objeto de acomodar sus estructuras a la creciente demanda de tráfico. La finalidad del viaducto de Segovia es la prolongación de la calle de Bailén, situada en su parte superior, y salvar el desnivel de la calle de Segovia, que discurre perpendicularmente a sus pies, uniendo la zona del Palacio Real con las Vistillas. Toma su nombre de esta última vía, aunque se le conoce popularmente como «el viaducto». Ya desde sus inicios se convirtió en un lugar popular para cometer suicidios en Madrid, y por ello se le ha solido denominar también como puente de los suicidas.

## Historia
En época del reinado de Felipe II el alcázar de Madrid se encontraba situado en una zona elevada sobre una colina, que limitaban, por un lado el río Manzanares, a una cota inferior, y por otra por el tremendo valle que suponía el descenso por la calle Segovia. La calle se asienta sobre un pronunciado barranco, por el que pasaba el cauce del arroyo de San Pedro. Arroyo que nacía en las inmediaciones de la iglesia de San Pedro el Viejo. El aspecto que tenía en sus orígenes quedó reflejado en una ilustración que hizo Antoon Van Den Wijngaerde en el año 1562, donde se puede contemplar el fuerte desnivel que hay en la zona.
La calle que ahora se llama Bailén finalizaba bruscamente en las lindes de las Vistillas, quedando a la suerte de los viandantes tener que realizar el complicado descenso y ascenso para acceder a la zona del Alcázar. El acceso a la calle Segovia se realizaba por una intrincada cuesta a través de las diversas costanillas existentes en la zona. Las ideas urbanísticas de los arquitectos de Felipe II hicieron que la calle Segovia se convirtiera en un importante punto de acceso a la nueva capital, mediante la construcción del puente de Segovia, encargada al arquitecto Juan de Herrera, obras que finalizaron en 1584. Por lo tanto la zona, a finales del siglo XVI, ya era un importante punto de paso a ciudad. En la zona de desnivel que prolongaba Bailén se encontraban las huertas del Manzanares (esta zona era conocida como las huertas del Pozacho o del Lozacho).

### El primer viaducto

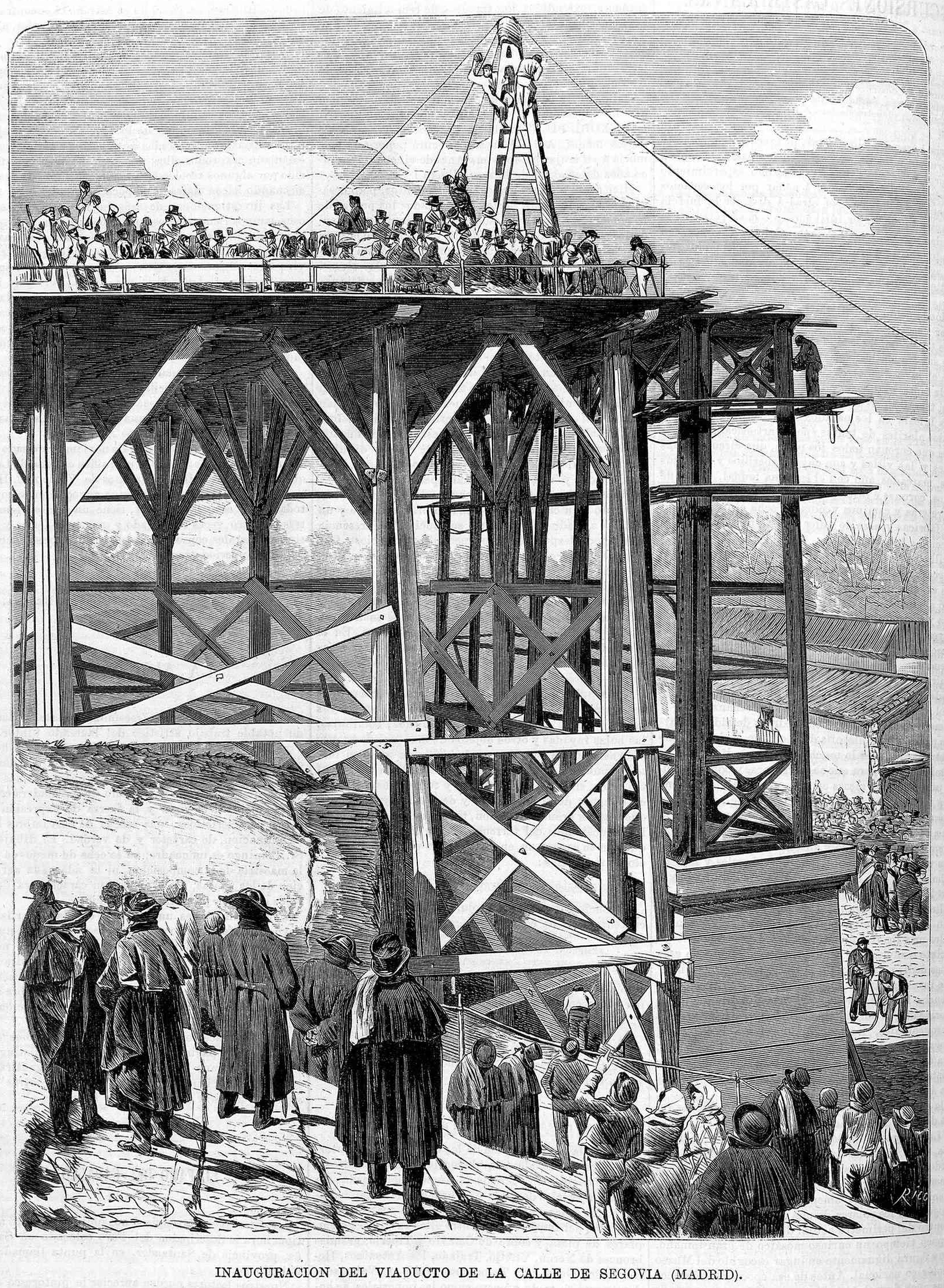
Construcción del viaducto original (La Ilustración de Madrid, 1872)

Conforme la ciudad fue expandiéndose, la necesidad de construir un viaducto que salvara el fuerte desnivel de la calle Segovia se comenzó a concebir ya en la época del reinado de Felipe V. La idea inicial partió en el año 1736 de la mano el italiano Juan Bautista Sachetti, uno de los arquitectos que trabajaba en las obras del Palacio Real. Este primer proyecto finalmente no logró ejecutarse. Pero la idea del viaducto se retomó posteriormente durante el gobierno de José Bonaparte (1808-1813); y en esta ocasión la planificación urbanística partió de un diseño del arquitecto real Silvestre Pérez. Pero este proyecto fracasó igualmente, al no poder materializarse por falta de recursos monetarios.

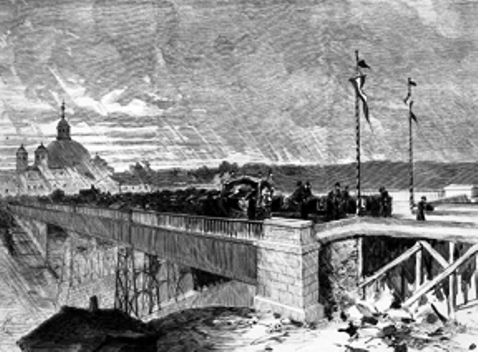
El primitivo viaducto de hierro y madera en 1874. Al fondo, se observa la Basílica de San Francisco el Grande.

A pesar de que no se pudieron ejecutar completamente las ideas urbanísticas de Silvestre Pérez, se realizó una fuerte remodelación del viario de la zona cercana: esta implicó la expropiación y el derribo de diferentes edificios, tanto de viviendas como religiosos, entre los cuales se encontraba la Iglesia de Santa María de la Almudena, considerada la más antigua de Madrid. Parte de las huertas existentes quedaron desaparecidas, y se produjo un incremento de edificio de viviendas. Las demoliciones se extendieron hasta el año 1883.
El 31 de enero de 1872 se colocó por fin la primera pieza de hierro del puente. Este primer puente fue terminado en 1874, y fue construido según un diseño original del ingeniero municipal Eugenio Barrón Avignón, dentro de un proyecto de reforma general que se basó en la creación de una gran avenida (la actual calle de Bailén) que uniese los conjuntos monumentales del Palacio Real y de la Basílica de San Francisco el Grande, siguiendo aproximadamente una orientación norte-sur. Esta obra supuso la reurbanización parcial de la morería vieja de la ciudad.
Este primer puente de hierro fue un alarde tecnológico e ingenieril de la época, y su popularidad fue mucha debido a la gran cantidad de luz que tenía el paso. Cruzaba el pavimento de la calle de Segovia a una altura de 23 metros, y poseía una longitud de 120 metros con sus 13 metros de anchura de tablero. Y era capaz de aguantar presiones de 400 kg por metro cuadrado. El puente fue inaugurado el 13 de octubre de 1874. Y, tras una vida útil de menos de cincuenta años, ya se comenzó a pensar en la elaboración de otro viaducto, debido a su mal estado de conservación. El primitivo viaducto de hierro y madera fue finalmente derribado en 1932, después de haberse realizado en él varias obras de rehabilitación y consolidación en la década de 1920.

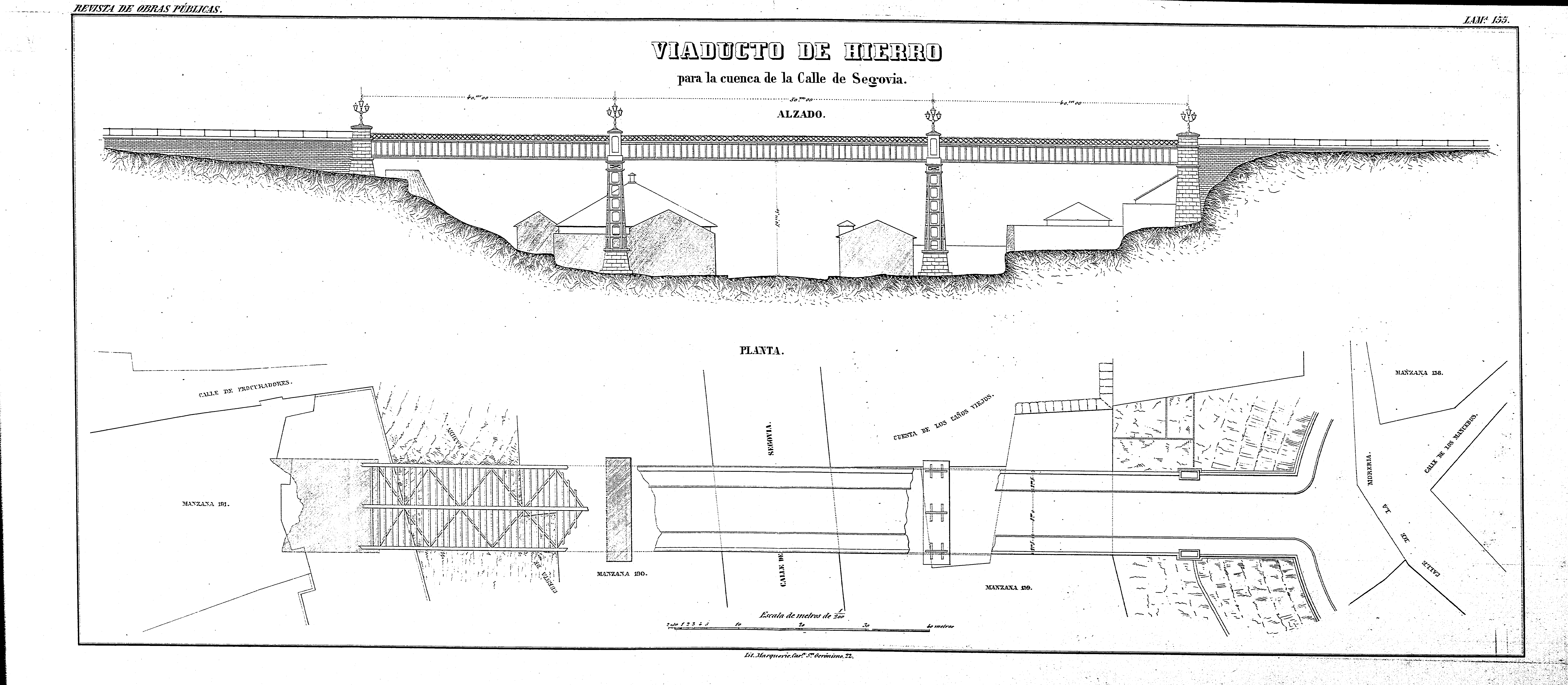
Alzado y planta del primer viaducto de la calle Segovia según proyecto de Eugenio Barrón Avignón.

### El segundo viaducto

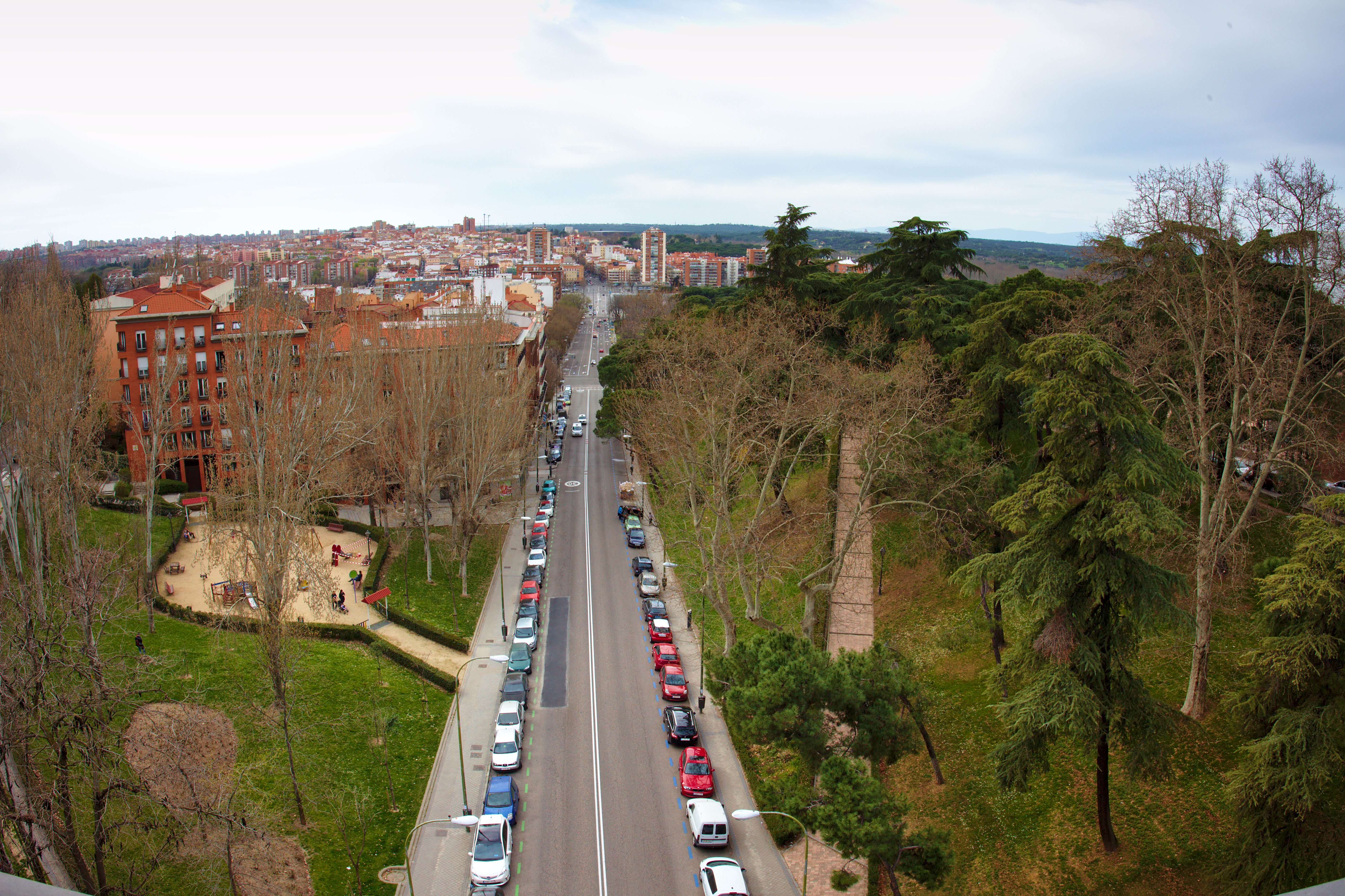
Vista hacia el oeste desde el viaducto. Al fondo la Casa de Campo.

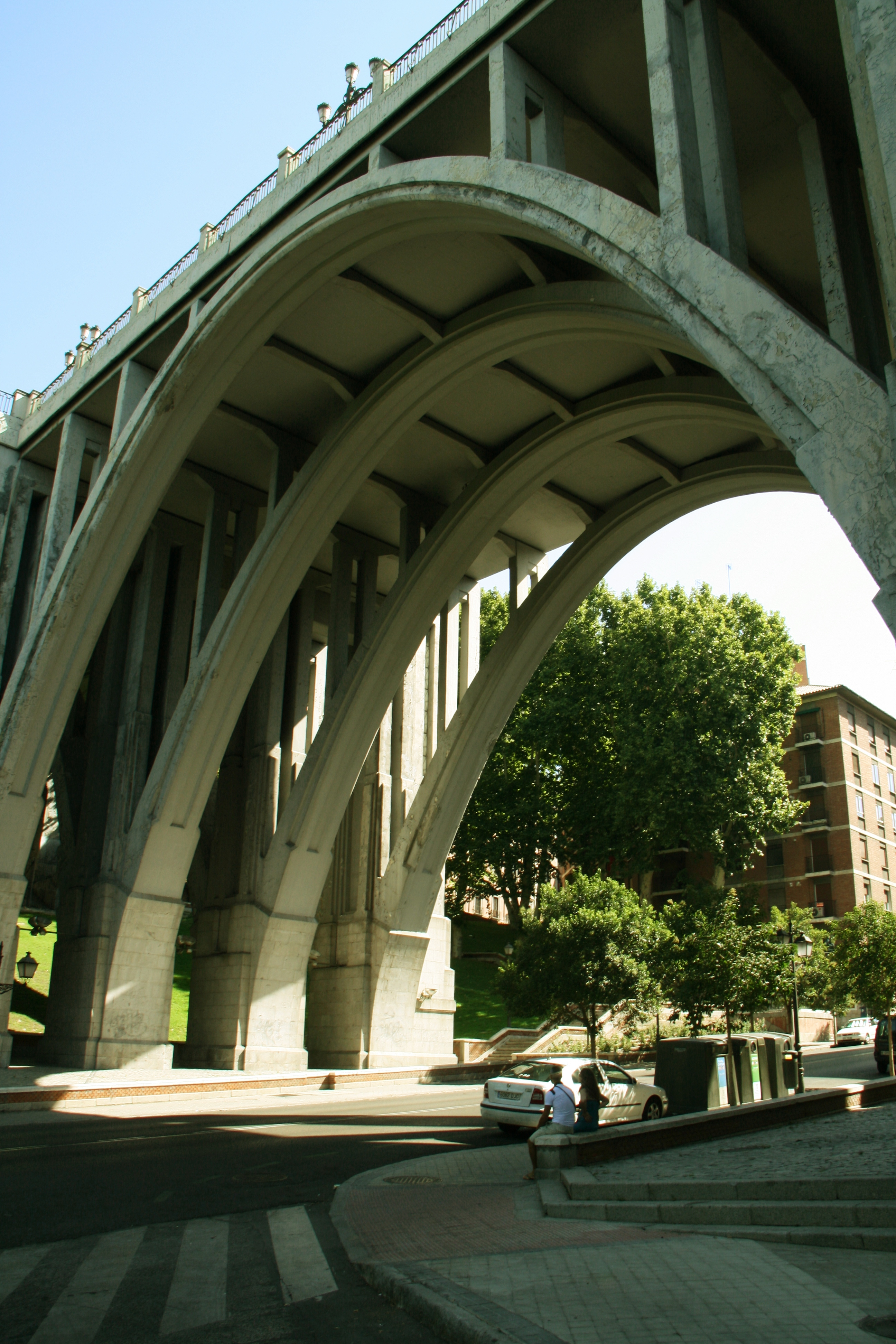
Las bóvedas viaducto que soportan el tablero.

El mal estado de conservación del viejo viaducto hace que en el año 1931, el gobierno de la Segunda República convoque un concurso para diseñar el viaducto actual; el concurso fue anulado por el Colegio de Arquitectos y vuelto a convocar al año siguiente. El proyecto ganador, de estilo racionalista, fue del arquitecto Francisco Javier Ferrero Llusiá, y de los ingenieros de caminos Luis Aldaz Muguiro y José de Juan-Aracil y Segura. La obra fue concluida en el año 1934. Al concurso se presentaron con sus proyectos técnicos de la talla del ingeniero de caminos Eduardo Torroja, y del arquitecto Secundino Zuazo. El proyecto ganador se caracteriza por empleo de hormigón armado pulido, calado en unos machones de granito.
El viaducto sufrió numerosos desperfectos durante la Guerra civil española, la cercanía con el frente de batalla hace que impacten numerosos proyectiles de artillería. En 1942 hubo de ser reconstruido ante el estado de deterioro que mostraba por los daños sufridos. Ya en el periodo de posguerra el nuevo viaducto tuvo que ser restaurado, y se inauguró el 28 de marzo de 1942. El tráfico rodado a través de su tablero era muy intenso, la calle Bailén es un eje viario de gran importancia en los años cincuenta y sesenta. El uso intensivo del tráfico hizo que a los veinticinco años comenzaran a aparecer algunas grietas preocupantes en la estructura. El diseño del viaducto se había calculado para la circulación de los tranvías de ejes de trece toneladas idóneos en los años veinte, la demanda y carga estructural de comienzos de los años setenta sobre viaducto eran mucho mayores que los calculados en los años veinte.

### El tercer viaducto

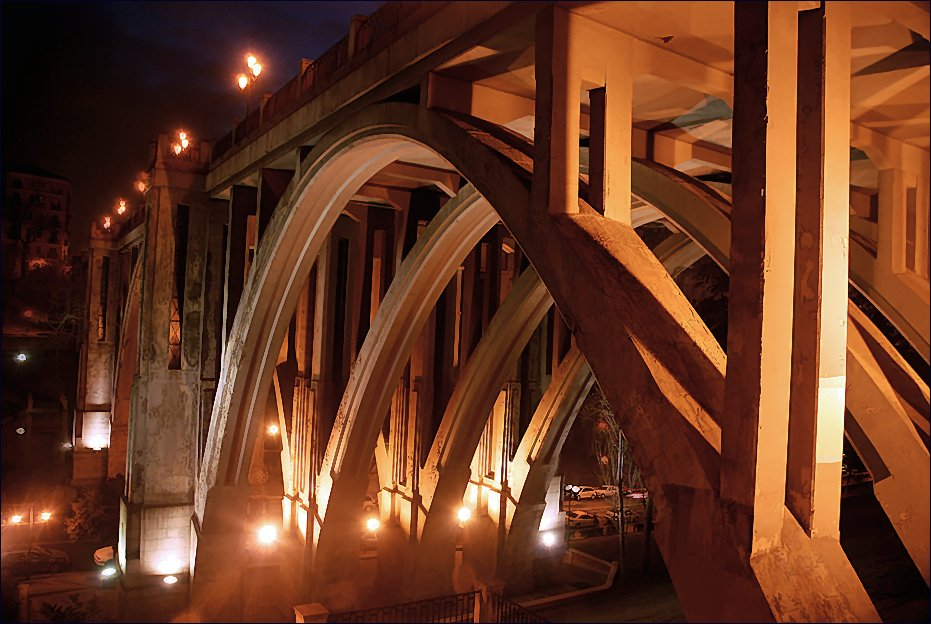
Vista nocturna del viaducto actual, construido en hormigón.

Las grietas detectadas hacen que se encargue al ingeniero de caminos Florencio del Pozo Frutos un estudio técnico-estructural. En el año 1974, y a la luz de los resultados del estudio técnico se propone ante el Ayuntamiento de Madrid su restauración. Se procede ese mismo año a una reducción del tonelaje de paso, y en 1976 se interrumpe totalmente el tráfico por el viaducto. El tráfico por calle Bailén queda durante un periodo de varios años en la década de los setenta completamente interrumpido. Posteriormente fue restaurado entre 1977 y 1978, tras plantearse la posibilidad de derruirlo y sustituirlo por uno más moderno; finalmente se optó por mantenerlo. La fuerte remodelación mantuvo la forma del segundo viaducto, aumentó la altura dos metros y la luz a casi 200 metros. El tablero más amplio y capaz de soportar un mayor flujo de tráfico.

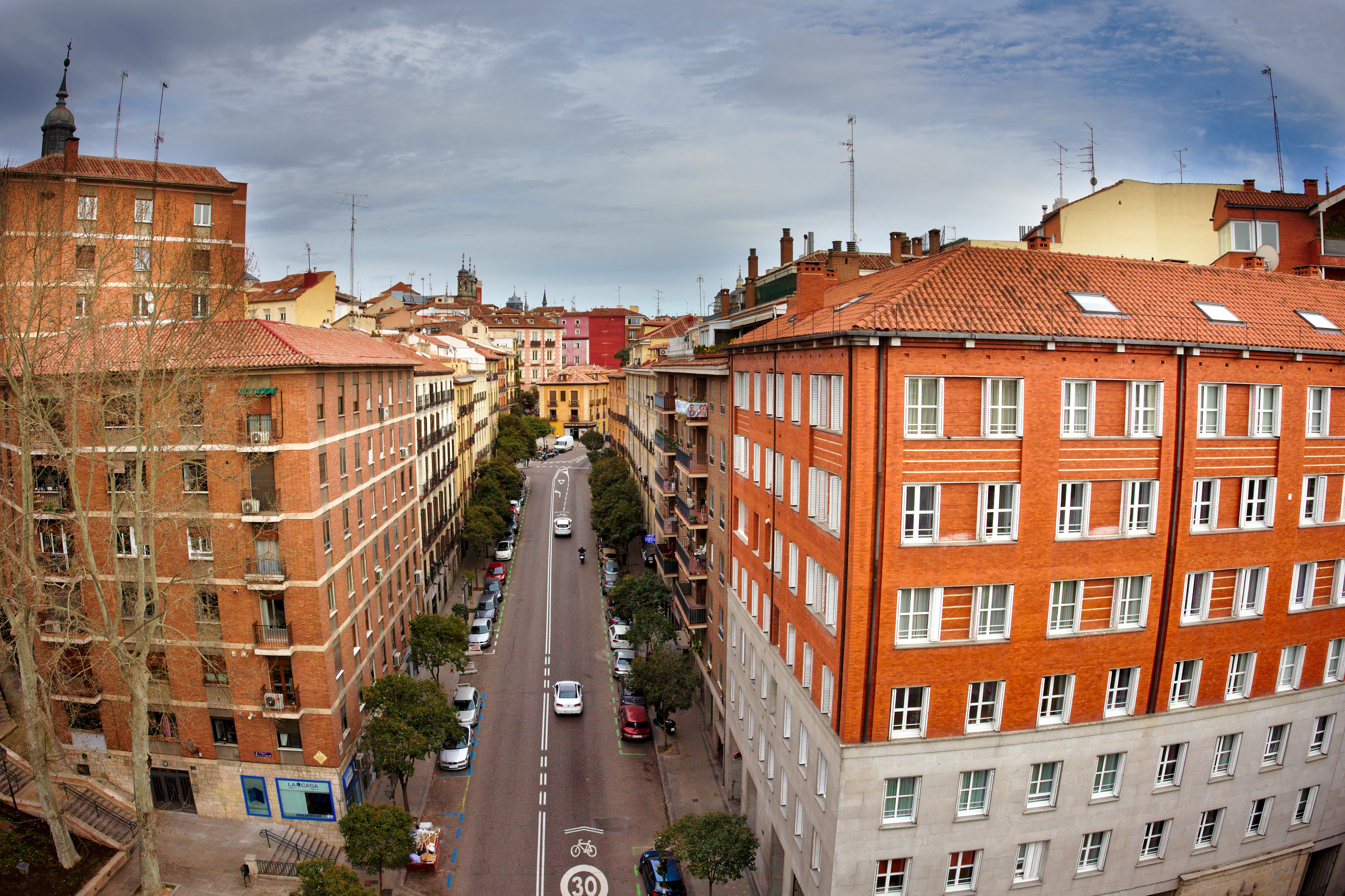
Vista hacia el este desde el viaducto.

En octubre de 1998, el Ayuntamiento de Madrid instaló diferentes pantallas transparentes de seguridad junto a las barandillas del viaducto, con el fin de evitar los suicidios que venían sucediéndose desde el siglo XIX. A comienzos del siglo XXI es un viaducto operativo, con tráfico rodado y peatonal.

## Descripción
Diseñado para que circulen por él vehículos de gran peso, simultáneamente en ambas direcciones. Posee dos arcenes por el que discurren peatones. El viaducto de Segovia salva un desnivel de 23 m, en su altura máxima. Se trata de una obra civil con influencias de la arquitectura racionalista, su tablero se encuentra soportado por tres arcos de bóvedas de 35 m de luz y cuatro arcos. Está construido en hormigón armado pulido, si bien la base de los pilares aparece recubierta con sillares de granito. El cruce permite la visión de la Casa de Campo, concretamente del lago del que emerge su surtidor.

## El viaducto en la cultura popular

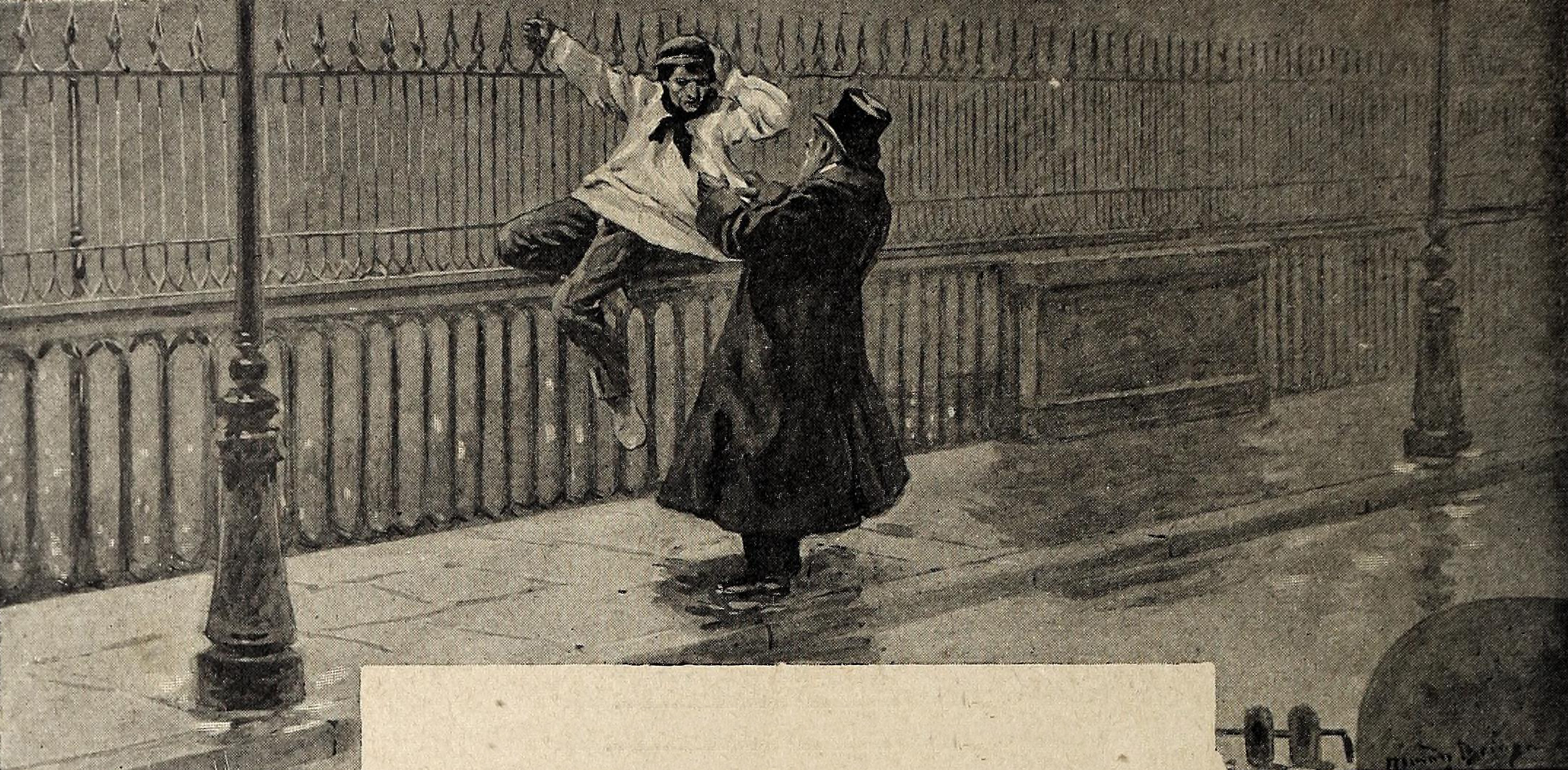
Intento de suicidio en el viaducto

Lugar desde el que se puede ver la Casa de Campo, concretamente el surtidor existente en el centro del lago. Cualquiera de los tres viaductos que han existido en el lugar han atraído la atención popular. Popularidad que se expresa en coplas, en apariciones en novelas.

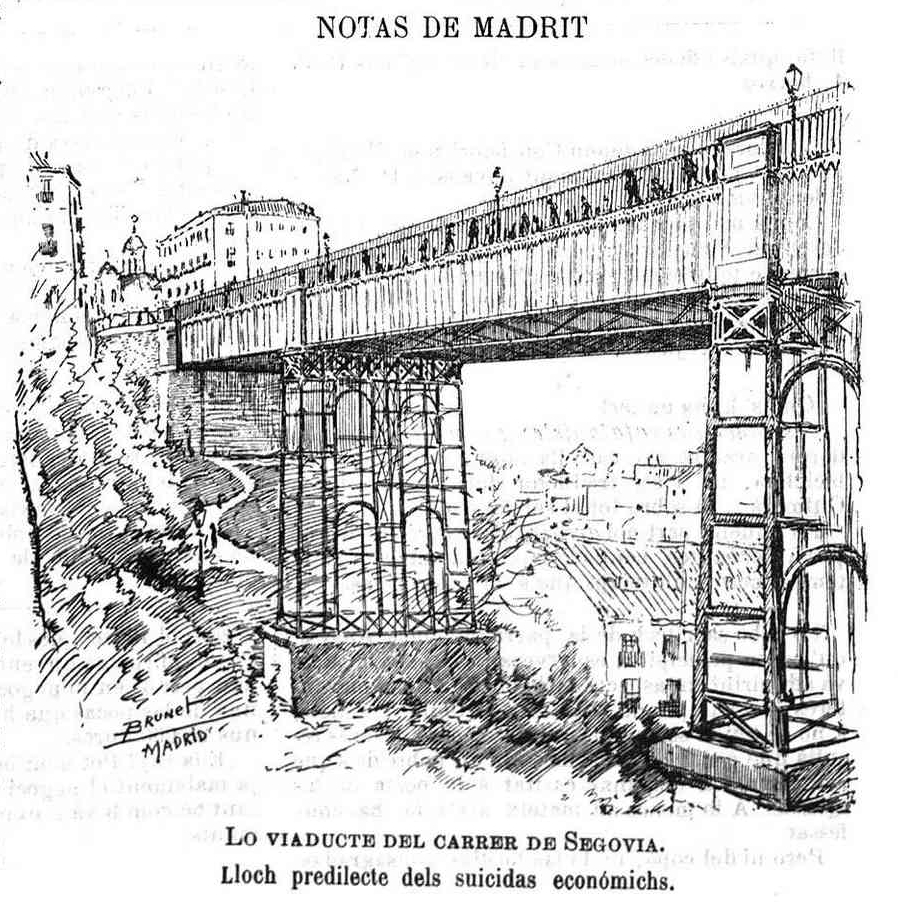
Vista del primer viaducto en una ilustración publicada en la revista catalana La Esquella de la Torratxa donde se hace referencia al viaducto como «lugar predilecto de los suicidas económicos»

Una de las características que más ha llamado la atención fue la de lugar apropiado para el suicidio mediante el arrojo al vacío. En la década de los noventa se producían a un ritmo de cuatro suicidios al mes en el viaducto.
Ya el primer viaducto de Barrón tuvo que ser alambrado para evitar los múltiples intentos de suicidios. Son frecuentes las apariciones en el mundo literario-bohemio del Madrid de la primera parte del siglo XX, como en la obra Luces de bohemia de Valle-Inclán, o en Benito Pérez Galdós. El segundo viaducto aparece en obras como las novelas de Enrique Jardiel Poncela, así como en Camilo José Cela que reclama jocosamente como auténtico para el suicidio el del siglo XIX.
El viaducto aparece en numerosas películas españolas. Algunas de ellas son Cielo negro (Manuel Mur Oti, 1951), Cuando tú no estás (Mario Camus, 1966), Último encuentro (Antonio Eceiza, 1967), Aunque la hormona se vista de seda (Vicente Escrivá, 1971), Matador (Pedro Almodóvar, 1985), Taxi (Carlos Saura, 1996), Tacones lejanos (Pedro Almodóvar, 1991), La gran vida (Antonio Cuadri, 2001), Canícula (Álvaro García-Capelo, 2002), Cándida (Javier Fesser, 2006), Los amantes pasajeros (Pedro Almodóvar, 2013) y La virgen de agosto (Jonás Trueba, 2019).